# Черняк, Юрий Ильич
Юрий Ильич Черняк (7 марта 1931 года — 1991) — советский учёный в области теории систем и системного анализа. Доктор экономических наук (1975), профессор (1985). Являлся заведующим лабораторией ЦЭМИ, преподавал на экономическом факультете МГУ. Главной работой называют «Системный анализ в управлении экономикой» (М.: «Экономика», 1975).

## Биография
Родился в семье научных работников, часть детства провел в Австрии, откуда семью выслали с приходом к власти фашистов.
Окончил исторический факультет МГУ (1954). Затем по распределению работал учителем в сельской школе. С 1956 года сотрудник АН СССР. Стал помощником, а затем и одним из ближайших соратников академика Василия Сергеевича Немчинова.
С 1960 года работал ученым секретарем отделения Экономики АН СССР под руководством академика А. И. Берга, в соавторстве с которым выпустил первую в стране работу по экономической кибернетике «Информация и управление» (М.: «Экономика», 1966).
По итогам работы с региональными балансовыми моделями защитил кандидатскую диссертацию по матричным моделям в экономике. Кандидат экономических наук (1963), получил ученое звание старшего научного сотрудника по специальности «Математические методы в экономических исследованиях» (1969).
С 1963 по 1977 год работал в ЦЭМИ АН СССР, с 1963 по 1976 год — в должности заведующего лабораторией систем экономической информации (примечательно, что в его лаборатории работал поэт Александр Аронов). Учебник Wiley отмечает, что с 1973 года при Всесоюзном научно-техническом обществе радиотехники, электроники и связи (ВНТОРЭС) им. А. С. Попова был организован семинар «Системный анализ в проектировании и управлении» (Ф. Е. Темников, Ю. И. Черняк, С. П. Никаноров). Черняк также среди организаторов и участников практически всех конференций, школ и семинаров по экономико-математическим методам.
Область научных интересов: экономическая кибернетика, экономическая семиотика, исследование и разработка информационных систем управления, создание автоматизированных систем управления. Работа «Анализ и синтез систем в экономике» (М.: «Экономика», 1970), называемая пионерской — легла в основу докторской диссертации (1973), — и, как отмечал В. И. Черняк, может послужить практическим руководством по применению основных методов системного анализа. В серии популярной литературы у Ю. Черняка вышла работа «Простота сложного» (М.: «Знание», 1975). Указывается среди тех, кто разработал первые методики системного анализа в СССР. Называется одним из наиболее известных ученых в области системного анализа.
Состоял членом редколлегии журнала Экономико-математические методы, на протяжении многих лет бессменный редактор реферативного журнала «Математические методы в экономике».

## Монографии
- Черняк Ю. И., Берг А. И. Информация и управление. — М.: Экономика, 1966.
- Анализ и синтез систем в экономике / Ю. И. Черняк. — М.: Экономика, 1970. — 151 с.
- Черняк Ю. И., Федоренко Н. П., Битюков Ю. С. Основные направления и перспективы разработки ОГАС. — М.: ЦЭМИ АН СССР, 1972.
- Информация и управление. — М.: Наука, 1974.
- Простота сложного / Ю. И. Черняк. — М.: Знание, 1975. — 206 с.
- Системный анализ в управлении экономикой / Ю. И. Черняк. — М. : Экономика, 1975. — 191 с.